# 加布里埃尔大街

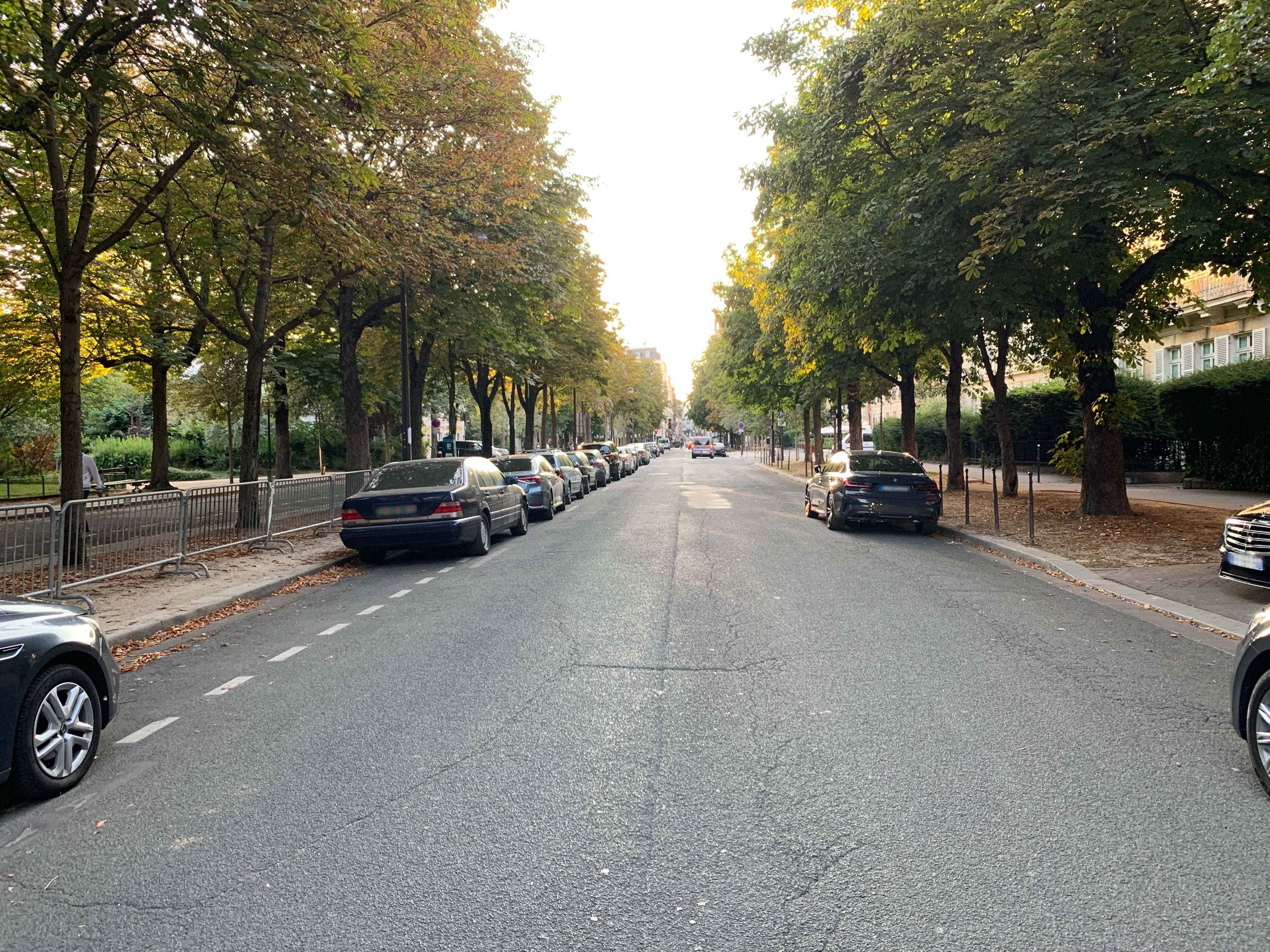
加布利耶勒大街（2021年8月）

加布里埃尔大道（Avenue Gabriel）是巴黎第八区的一条街道。它开始于协和广场和rue Boissy-d’Anglas1号，结束于avenue Matignon2号，全长700米，宽15米。
加布里埃尔大道开辟于1670年，1772年命名为香榭丽舍街（avenue de l’Élysée）。1818年以建筑师加布里埃尔命名。

## 建筑
- 1號：市立劇院（ Théâtre de la Ville）

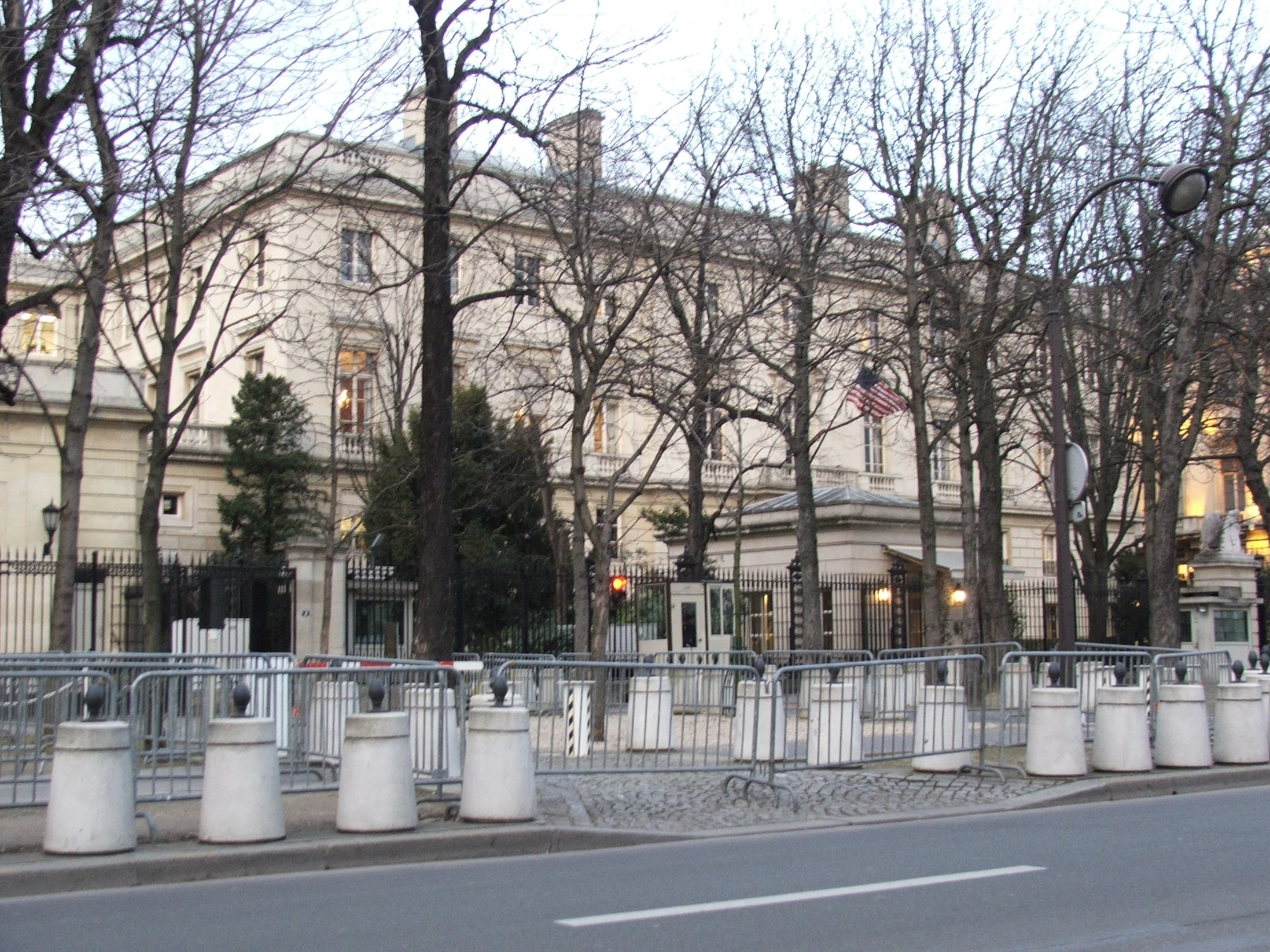
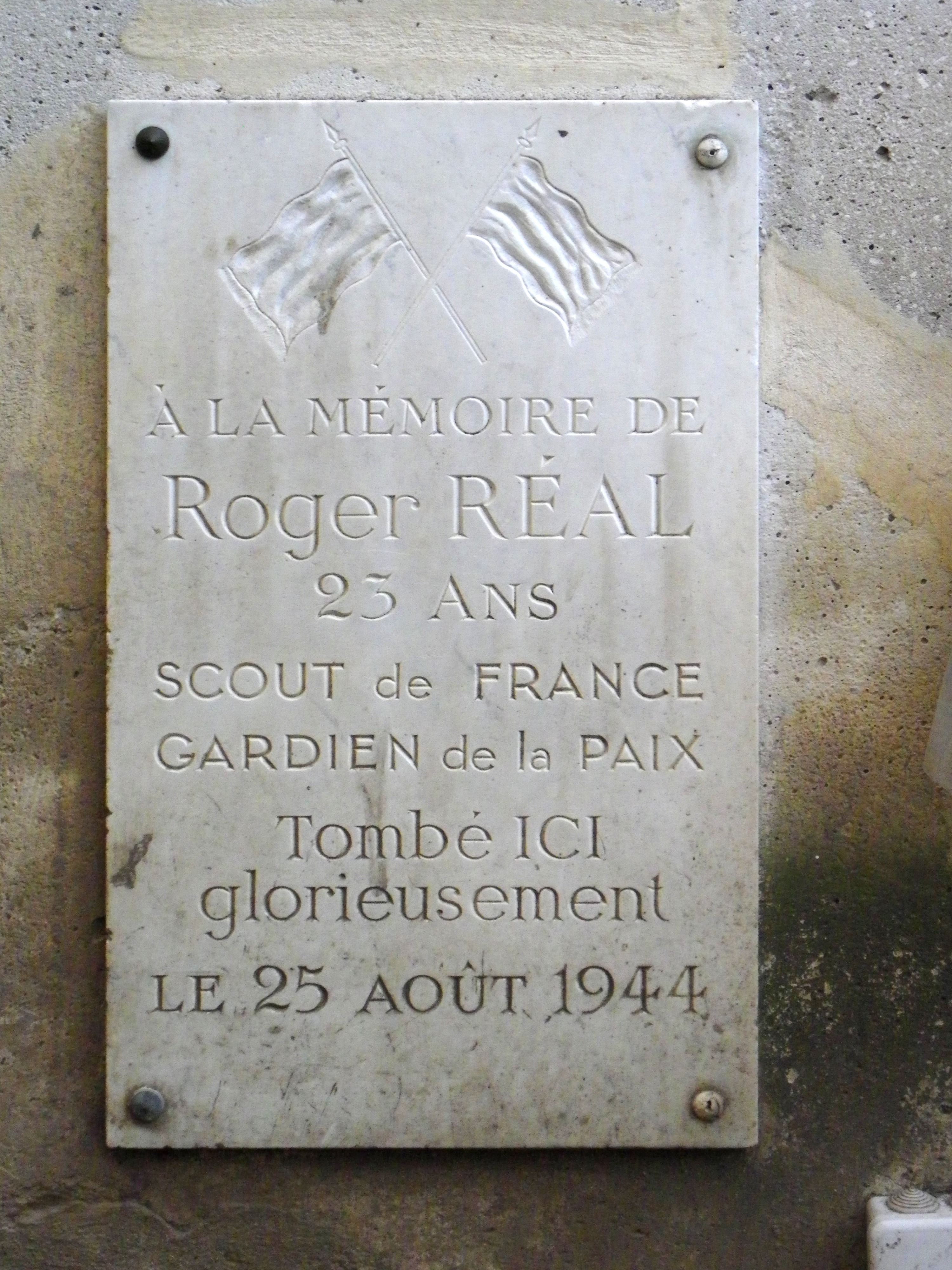
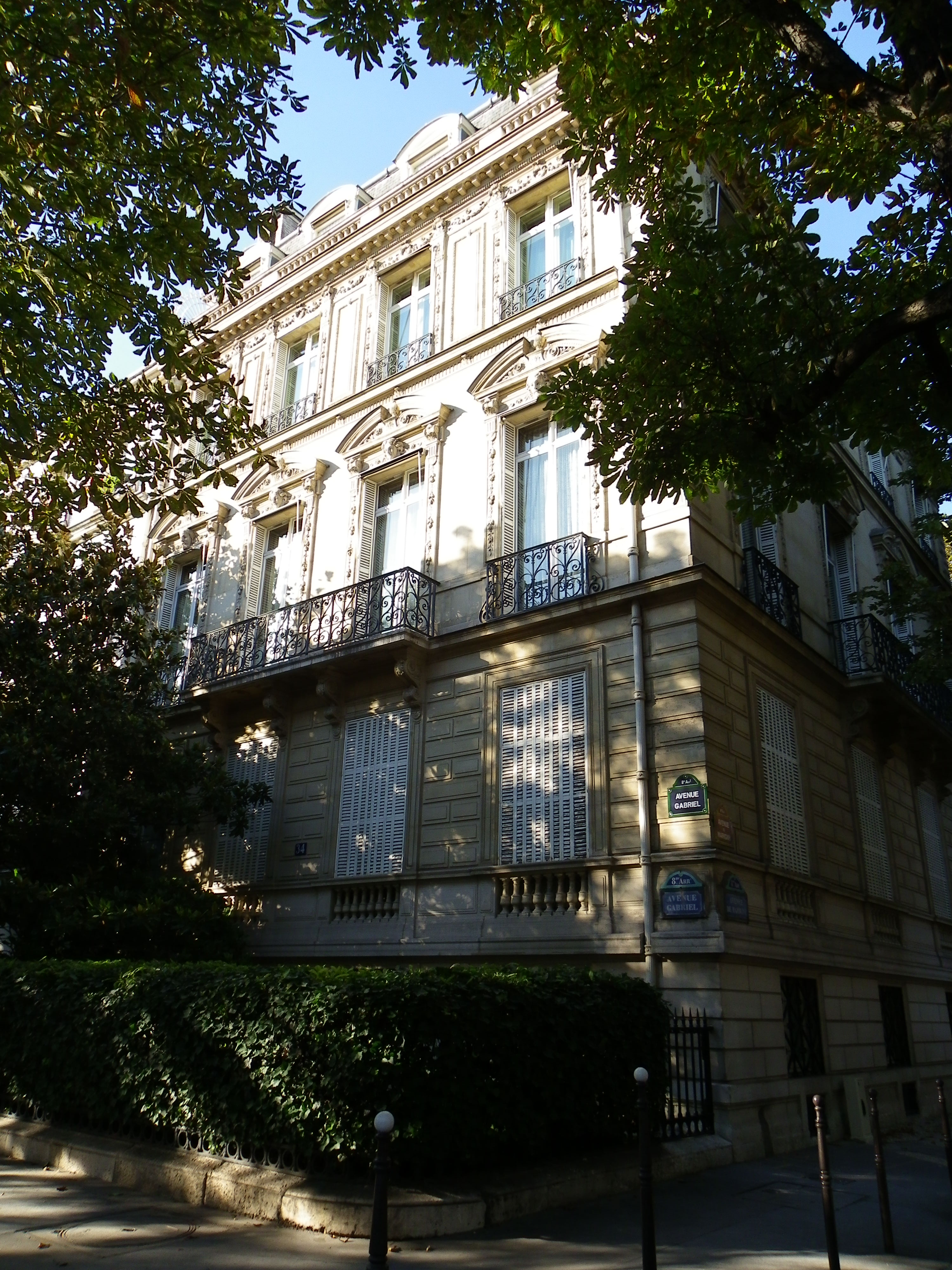
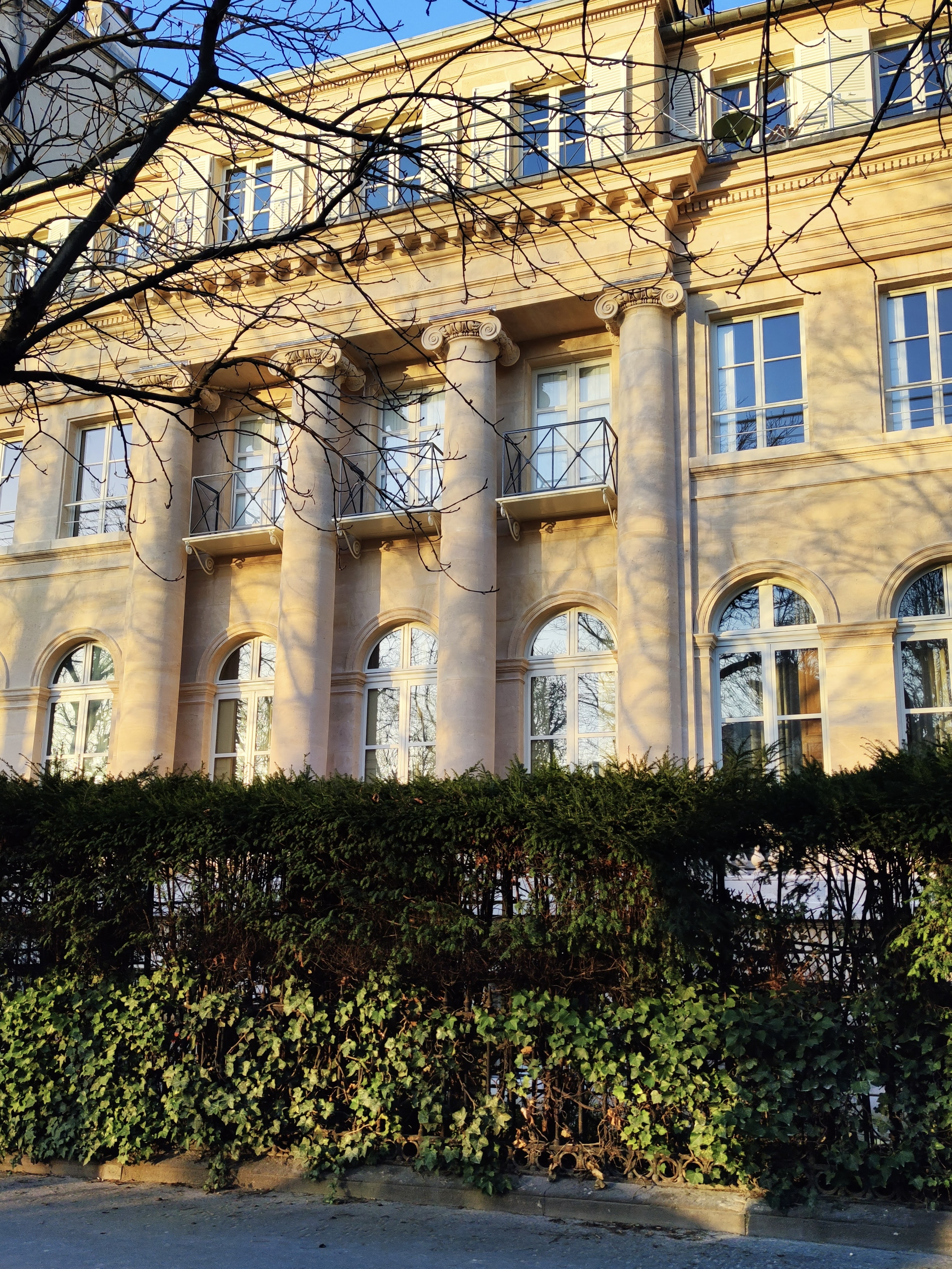
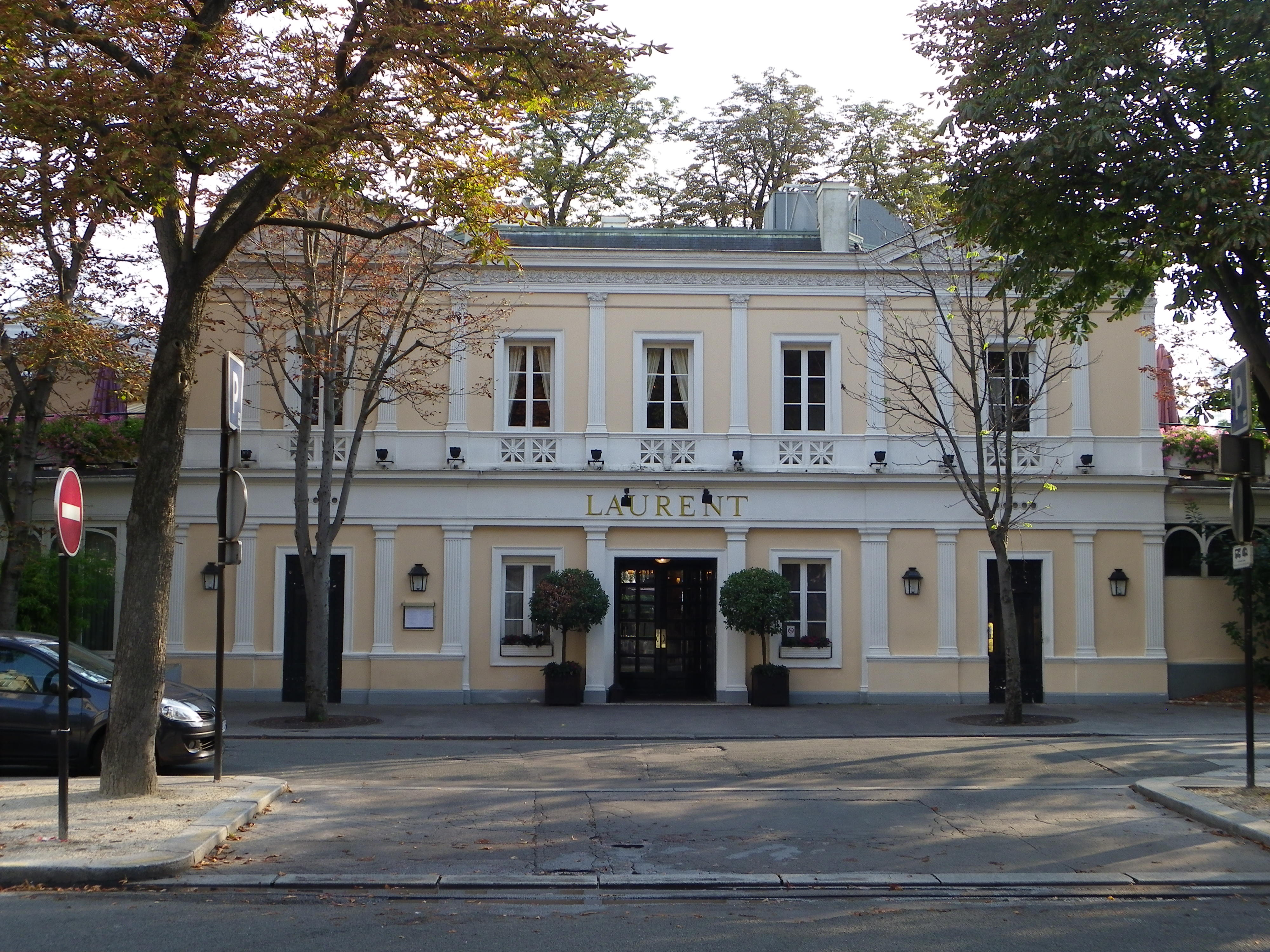
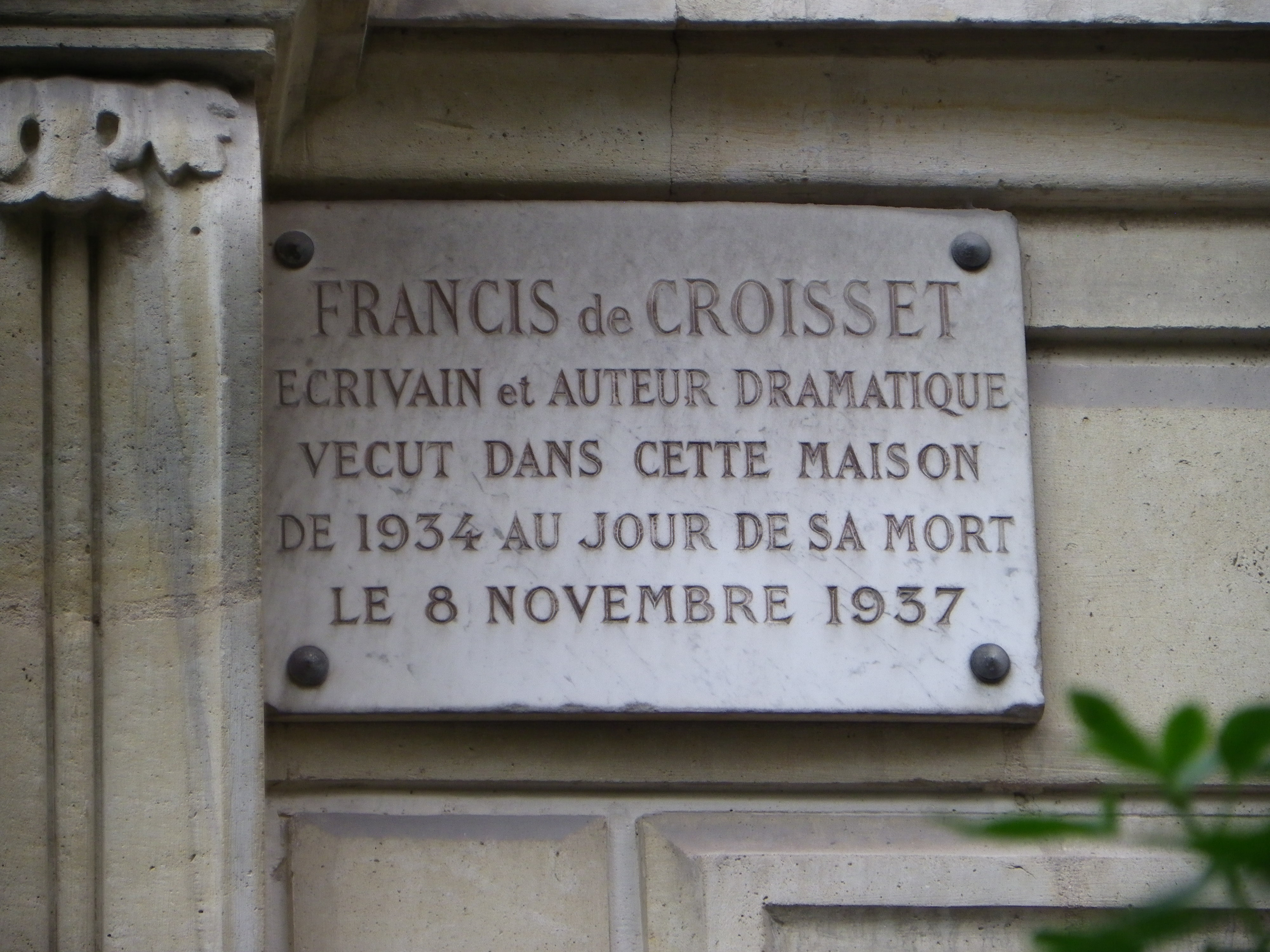

- 2号: 美國駐法國大使館.
- 4号
- 5号
- 24号
- 26号
- 34号
- 38号
- 41号
- 40号
- 42号
- 44号.
- 48号